# Вирџинија (Небраска)
Вирџинија (енгл. Virginia) град је у америчкој савезној држави Небраска.

## Демографија
По попису из 2010. године број становника је 60, што је 7 (-10,4%) становника мање него 2000. године.
| Група             | 2000.      | 2010.      |
| Белци             | 66 (98,5%) | 55 (91,7%) |
| Афроамериканци    | 0 (0,0%)   | 0 (0,0%)   |
| Азијати           | 0 (0,0%)   | 0 (0,0%)   |
| Хиспаноамериканци | 0 (0,0%)   | 0 (0,0%)   |
| Укупно            | 67         | 60         |